# Adriano Silva
Adriano Bornschein Silva (Joinville, 1 de março de 1978) é um bombeiro voluntário, empresário e político brasileiro filiado ao Partido Novo. É presidente do grupo Catarinense Pharma e atual prefeito de Joinville, Santa Catarina, Brasil. Foi o primeiro prefeito eleito pelo Partido Novo na história da legenda.

## Família e formação
É casado com Bianca Silva, com quem tem dois filhos: Isabela e Lucas. Tataraneto dum imigrante alemão, professa a fé luterana.
É formado em administração de empresas pela Universidade Presbiteriana Mackenzie, com pós-graduação em marketing pela Fundação Getúlio Vargas (FGV).

## Trabalho voluntário e carreira de empresário
Em 2003 ingressou no Corpo de Bombeiros Voluntários de Joinville, onde atuou na brigada de incêndios, como coordenador dos bombeiros mirins e também foi vice-presidente da instituição. É voluntário até hoje e há dezessete anos faz plantão como socorrista, tendo se afastado da função por quatro meses devido a sua campanha eleitoral.
É bisneto do fundador do laboratório Catarinense Pharma, onde trabalhou como assistente de marketing e foi posteriormente diretor comercial, até 2003. A partir de 2011 passou a responder pela vice-presidência da empresa e em 2013 assumiu como presidente.
No dia 19 de junho de 2019 recebeu da Câmara Municipal de Joinville o título de Cidadão Benemérito, por sua atuação social na cidade, como vice-presidente do Corpo de Bombeiros Voluntários e na ONG Força Empresarial para Emergências (FEE), criada em 2011. Vereadores também lembraram de sua atuação durante as enchentes de 2008 em Santa Catarina.
| “ | A cidade toda, coordenada pelo Adriano, arrecadou alimentos, colchão, água mineral, e aí nasceu a Força Empresarial para Emergências, que atende tragédias também em outras cidades. | ” |
| — Vereador de Joinville Maurício Peixer, durante entrega do título de Cidadão Benemérito a Silva, em junho de 2019. | |   |

## Carreira política
Filiou-se ao Partido Novo em 2018 e nas eleições de 2020 foi a primeira vez que concorreu como candidato ao cargo de prefeito de Joinville. No primeiro turno, com apenas treze segundos de tempo de televisão, o segundo menor tempo entre os candidatos, recebeu 22,98% dos votos válidos, ficando em segundo lugar, atrás do adversário Darci de Matos, do PSD.
Em 29 de novembro de 2020 venceu o segundo turno das eleições municipais, com 55,43% dos votos válidos.
Em 1 de janeiro de 2021 tomou posse como o 46.º prefeito de Joinville.
Em 5 de janeiro de 2021, cinco dias após fortes chuvas atingirem a cidade, decretou estado de emergência no município. Em 8 de janeiro reduziu em 46% o percentual de reajuste da taxa de limpeza urbana. Afirmou que entende "benefícios que esta decisão representa para as pessoas".
Em 12 de janeiro prorrogou as medidas restritivas que estavam em vigor na cidade para combater a propagação da COVID-19, apesar de que quando ainda era candidato, afirmou ser "contra lockdown porque quando o governo fez isso gerou um problema social gravíssimo”.
No dia 26 de janeiro de 2021 encontrou-se com o governador de Santa Catarina, Carlos Moisés, em Florianópolis, e entregou-o três demandas prioritárias da cidade: a solicitação de apoio para custear parte da folha de pagamento dos servidores do Hospital Municipal São José, a requisição de reajuste no valor do repasse mensal ao Hospital Infantil Dr. Jeser Amarante Faria e pedido de apoio financeiro para a construção de uma ponte ligando os bairros Fátima e Guanabara.
Adriano Silva afirmou que uma das prioridades da sua administração é aprovar a reforma da previdência dos servidores de Joinville, Ipreville, ainda em 2021. O projeto já foi encaminhado pela gestão anterior. Em fevereiro de 2021 o Sindicato dos Servidores Municipais de Joinville (SINSEJ) iniciou a mobilização contra a reforma da previdência pretendida pelo governo Adriano Silva. A prefeitura informou ter sofrido bloqueio de 908 mil reais em repasses federais de convênios por não contar com o certificado de regularidade previdenciária (CRP). O município alega que, sem a reforma, o CRP não será renovado. O SINSEJ alega que a conta não pode "ser paga pelos servidores."
Em 2024, foi reeleito em primeiro turno com 78,69% dos votos válidos